# الدوري الشمالي لكرة القدم 1900–01
الدوري الشمالي لكرة القدم 1900–01 (بالإنجليزية: 1900–01 Northern Football League)‏ هو موسم من الدوري الشمالي لكرة القدم ‏. فاز فيه بيشوب أوكلاند ‏.